# KATV Tower
KATV Tower – maszt telewizyjny w mieście Redfield w stanie Arkansas. Zbudowany w 1967 roku. Jego wysokość wynosiła 609,6 metra. Maszt zawalił się 11 stycznia 2008 w trakcie wymiany lin podtrzymujących.